# Kapten Singletons äventyr
Kapten Singletons äventyr är en roman från 1720 av Daniel Defoe. Den anses delvis vara inspirerad av engelske piraten Henry Every.
Berättelsen handlar om en engelsman, som i unga år blir bortrövad, och växer upp hos romer, innan han går till sjöss.
Han korsar sedan Afrika, för att därefter vara verksam som pirat ute på Indiska oceanen och Arabiska havet. Piratlivsskildringen är fokuserad kring bland annat ekonomi och logistik.

### Fotnoter
1. ↑  Sherry, Frank (1986). Raiders and Rebels: The Golden Age of Piracy. New York, NY: Hearst Marine Books. sid. 80. ISBN 978-0-688-04684-2